# Beat Down: Fists of Vengeance
Beat Down: Fists of Vengeance (ビートダウン, Beat Down) est un jeu vidéo de type beat them all développé par Cavia et édité par Capcom, sorti en 2005 sur PlayStation 2 et Xbox.

## Accueil
- Jeuxvideo.com : 11/20[1]